# Gammbodtjärnen (Ramsele socken, Ångermanland, 704491-151068)
Gammbodtjärnen är en sjö i Sollefteå kommun i Ångermanland och ingår i Ångermanälvens huvudavrinningsområde. Sjön har en area på 0,0731 kvadratkilometer och ligger 362,1 meter över havet.

## Delavrinningsområde
Gammbodtjärnen ingår i det delavrinningsområde (704477-151142) som SMHI kallar för Inloppet i Väster-Terrsjön. Medelhöjden är 381 meter över havet och ytan är 10,04 kvadratkilometer. Räknas de 8 avrinningsområdena uppströms in blir den ackumulerade arean 92,18 kvadratkilometer. Lafsan (Lövlundsån) som avvattnar avrinningsområdet har biflödesordning 3, vilket innebär att vattnet flödar genom totalt 3 vattendrag innan det når havet efter 161 kilometer. Avrinningsområdet består mestadels av skog (89 procent). Avrinningsområdet har 0,07 kvadratkilometer vattenytor vilket ger det en sjöprocent på 0,7 procent.